# Øystein I di Norvegia
Øystein I di Norvegia (1088 – 29 agosto 1123) fu re di Norvegia dal 1103 al 1123.
Primogenito di Magnus III di Norvegia, condivise il potere assieme ai suoi fratelli minori Sigurd I e Olav.

## Biografia
Era figlio di Magnus III di Norvegia e di una sua amante. Magnus ebbe solo figli illegittimi da diverse amanti ma tutti ebbero eguale diritto di salire sul trono.
Per evitare guerre di successione, alla morte di Magnus nel 1103 salirono sul trono sia Øystein sia due suoi fratelli, Sigurd e Olav.
Olav morì in giovane età nel 1115 lasciando il regno in mano ai fratelli.
Mentre Sigurd fu impegnato nelle crociate tra il 1107 e il 1111, Øystein funse da reggente per l'intero regno.
I rapporti tra i due fratelli erano tesi ma un aperto conflitto venne evitato. A Sigurd andò il merito di aver reso importante la Norvegia sul piano internazionale, a Øystein quello di aver lavorato per il progresso economico e culturale del paese.
Øystein fece costruire numerose chiese, l'abbazia di Munkeliv a Bergen, un porto a Agdenes e ostelli per i viaggiatori. Portò la provincia di Jämtland sotto il governo norvegese, secondo quanto vuole la saga di Sigurd e dei suoi fratelli narrata nel Heimskringla.
Øystein e sua moglie Ingebjørg Guttormsdatter ebbero una sola figlia, Maria Øysteinsdatter, che fu la madre del pretendente al trono Olav Ugjæva (Olaf lo sfortunato). Olaf fu nominato re nel 1166, ma venne sconfitto da Magnus V e costretto a fuggire dal paese.

## Ascendenza
|                        |   |                      | Genitori                  |  |  | Nonni |  |  | Bisnonni               |  |  | Trisnonni  |  |
|                        |   |                      |                           |  |  |       |  |  | Harald III di Norvegia |  |  | Sigurd Syr |  |
|                        |   |                      |                           |  |  |       |  |  | Harald III di Norvegia |  |  | Sigurd Syr |  |
|                        |   | Åsta Gudbrandsdatter |                           |  |  |       |  |  | Harald III di Norvegia |  |  |            |  |
| Olaf III di Norvegia   |   |                      |                           |  |  |       |  |  | Harald III di Norvegia |  |  |            |  |
|                        |   | Tora Torbergsdatter  | Torberg Arnesson di Giske |  |  |       |  |  |                        |  |  |            |  |
|                        |   | Tora Torbergsdatter  | Torberg Arnesson di Giske |  |  |       |  |  |                        |  |  |            |  |
|                        |   | Tora Torbergsdatter  | Ragnhild Erlingsdatter    |  |  |       |  |  |                        |  |  |            |  |
| Magnus III di Norvegia |   | Tora Torbergsdatter  |                           |  |  |       |  |  |                        |  |  |            |  |
|                        |   | …                    | …                         |  |  |       |  |  |                        |  |  |            |  |
|                        |   | …                    | …                         |  |  |       |  |  |                        |  |  |            |  |
|                        |   | …                    | …                         |  |  |       |  |  |                        |  |  |            |  |
| …                      |   | …                    |                           |  |  |       |  |  |                        |  |  |            |  |
|                        |   | …                    | …                         |  |  |       |  |  |                        |  |  |            |  |
|                        |   | …                    | …                         |  |  |       |  |  |                        |  |  |            |  |
|                        |   | …                    | …                         |  |  |       |  |  |                        |  |  |            |  |
| Øystein I di Norvegia  |   | …                    |                           |  |  |       |  |  |                        |  |  |            |  |
|                        | … | …                    |                           |  |  |       |  |  |                        |  |  |            |  |
|                        | … | …                    |                           |  |  |       |  |  |                        |  |  |            |  |
|                        | … | …                    |                           |  |  |       |  |  |                        |  |  |            |  |
| …                      | … |                      |                           |  |  |       |  |  |                        |  |  |            |  |
|                        |   | …                    | …                         |  |  |       |  |  |                        |  |  |            |  |
|                        |   | …                    | …                         |  |  |       |  |  |                        |  |  |            |  |
|                        |   | …                    | …                         |  |  |       |  |  |                        |  |  |            |  |
| …                      |   | …                    |                           |  |  |       |  |  |                        |  |  |            |  |
|                        |   | …                    | …                         |  |  |       |  |  |                        |  |  |            |  |
|                        |   | …                    | …                         |  |  |       |  |  |                        |  |  |            |  |
|                        |   | …                    | …                         |  |  |       |  |  |                        |  |  |            |  |
| …                      |   | …                    |                           |  |  |       |  |  |                        |  |  |            |  |
|                        |   | …                    | …                         |  |  |       |  |  |                        |  |  |            |  |
|                        |   | …                    | …                         |  |  |       |  |  |                        |  |  |            |  |
|                        |   | …                    | …                         |  |  |       |  |  |                        |  |  |            |  |
|                        |   | …                    |                           |  |  |       |  |  |                        |  |  |            |  |